# Linda Maria Baros
Linda María Baros (6 de agosto de 1981, Bucarest, Rumanía) es una poeta, traductora y ensayista en francés y en rumano. 

## Biografía
Nacida en Rumanía, está afincada en París (Francia) desde 1998, ciudad en la que realizó el bachillerato. Licenciada y doctora en Literatura comparada por la Universidad Sorbona de París y por la Universidad de Bucarest.  Traductora y poeta, 
ha traducido al rumano y al francés las obras de más de 140 autores contemporáneos. 
Fue galardonada con el premio Guillaume Apollinaire en 2007  y es redactora jefe de la revista de poesía « La traductière » y miembro de la Academia Mallarmé desde 2013.

## Trayectoria
Miembro del jurado del Premio Max-Pol Fouchet (2010 - 2012) es también profesora universitaria desde 2012 y secretaria general del Colegio de literatura comparada de París desde 2012. 
Redactora y editora de la revista La Traductière de París desde 2013, es directora del Festival Franco-Inglés de poesía – poésie - Poetry - Paris – desde 2015. Miembro titular de la Academia Mallarmé desde 2013  y secretaria general del jurado del premio Guillaume Apollinaire desde 2013.
Secretaria general adjunta de la Asociación La Nouvelle Pléiade, París (desde 2009), es responsable de la sección de poesía de la revista Seine et Danube, París (2009 - 2010)
Fundadora y directora de la revista literaria VERSUS / m (Bucarest, 2005), es también organizadora del festival Primăvara Poeţilor (La primavera de los poetas) (Rumanía, 2005)
Miembro de la Unión de los Escritores de Rumanía (desde 2002)

## Obras

### Poesía
Debutó en 1988 con una poesía publicada en una revista literaria y ha obtenido una larga serie de premios y reconocimientos.
- La nadadora desosada. Leyendas metropolitanas, editorial Cartea Românească, 2015   ISBN 9789732331033[14]
- La autopista A4 y otros poemas, editorial Cheyne, Francia, 2009  ISBN 9782841161478
- La Casa en cuchillas de afeitar (Premio Apollinaire), editorial Cheyne, Francia, 2006, reeditada en 2008 ISBN 9782841161164[15]
- El Libro de señas y sombras (Premio para la Vocación poética), editorial Cheyne, Francia, 2004  ISBN 9782841160969
- El poema con cabeza de jabalí, editorial Vinea, Bucarest, 2003
- El ocaso está lejos, ¡aráncale la cinta!, Bucarest, 2001

Es actualmente una de los poetas francófonos de mayor reconocimiento. 

### Ensayo
Textos escritos en francés :
- Passer en carène, Editura Muzeul Literaturii Române, Bucarest, 2005
- Les Recrues de la damnation, Editura Muzeul Literaturii Române, Bucarest, 2005

### Teatro
- Marile spirite nu se ocupă niciodată de nimicuri (Los grandes espíritus nunca se dedican a las pequeñeces), ed. Muzeul Literaturii Române, Bucarest, 2003
- Un centaure est venu chez moi...  (Ha venido a mi casa un centauro... ), META, Bucarest, 2002

### Premios literarios obtenidos
Linda María Baros es una de las voces más premiadas y reconocidas de la nueva poesía en francés. Por su obra ha obtenido numerosos premios de importancia, algunos de ellos son:
- Premio Relaciones Culturales - Premio a la mejor traducción, República de Moldavia, 2017[18]
- Premio de Poesía - Unión de los Escritores de Rumanía, Rumanía, 2016
- El Gran Premio de poesía, Unión de los Escritores de la República de Moldavia, 2013
- Premio Nacional de Poesía "Ion Minulescu", Rumanía, 2008
- Premio Guillaume Apollinaire, 2007. [19]
- Premio para la Vocación Poética, Francia, 2004[20]
- Premio a la mejor traducción, Academia Internacional "Mihai Eminescu", Rumanía, 2002
- Premio a la mejor traducción "Les Plumes de l'Axe", Francia, 2001
- Premio de poesía en el Festival "Le Printemps des Poetes" (La primavera de los poetas), Francia, 2001

### Sobre su obra
- 93 escritores. Most Famous Writers Born In The Postwar Period[21]
- „Who's Bigger” (12.000 personalidades de todos los tiempos, de todos los países y de todos los campos de actividad), Steven Skiena y Charles B. Ward, Cambridge University Press, Estados Unidos, 2013 ISBN 9781107041370[22]
- „Linda Maria Baros” (artículo de Efstratia Oktapoda, páginas 117 – 120), en Passages et ancrages en France. Dictionnaire des écrivains migrants de langue française. 1981-2011 (Los pasajes y anclajes en Francia. Diccionario de escritores francés migrantes 1981-2011), Ursula Mathis-Moser y Birgit Mertz-Baumgartner, éditions Honoré Champion, París, Francia, 2012  ISBN 978-274-532-400-9
- „L’Autoroute A4 et la dimension métapoétique de l’oeuvre de Linda Maria Baros (La dimensión metapoético en la obra de Linda Maria Baros), Andrei Cadar, congreso del Consejo Internacional de Estudios Francófonos (CIEF), Aix-en-Provence, Francia, 2011
- „Les obssessions poétiques de Linda Maria Baros” (Obsesiones poéticas de Linda Maria Baros), Doina Ruşti, en  Écrivains d’expression française de l’Europe du Sud-Est, Fundaţia România de Mâine, Rumanía, 2010 ISBN 978-973-163-525-5
- „Linda Maria Baros”, en Lengua y literatura rumana. Manual para el XII grado, Editura Paralela 45, Rumanía, 2007 ISBN 978-973-47-0141-4